# پایگاه هوایی پرکینس
 پایگاه هوایی پرکینس (به انگلیسی: Perkins Field) (به زبان بومی: Perkins Field) یک فرودگاه همگانی است که یک باند فرود آسفالت دارد و طول باند آن ۱۴۶۳ متر است. این فرودگاه در کشور ایالات متحده آمریکا قرار دارد و در ارتفاع ۴۱۳٫۹ متری از سطح دریا واقع شده است.